# Barnet (film)
Barnet (originaltitel: L'Enfant) är en belgisk film från 2005 i regi av Jean-Pierre Dardenne och Luc Dardenne. Filmen vann guldpalmen i Cannes.

## Handling
Bruno (Jérémie Renier) och Sonia (Déborah François) lever på hans kriminella verksamhet och hennes socialbidrag. När de får ett barn kommer Bruno på den lysande idén att få in pengar genom att sälja babyn.

## Medverkande
| Jérémie Renier       | – Bruno                       |
| Déborah François     | – Sonia                       |
| Jérémie Segard       | – Steve                       |
| Fabrizio Rongione    | – Jeune Bandit                |
| Olivier Gourmet      | – Policier en civil           |
| Anne Gerard          | – Commerçante                 |
| Bernard Marbaix      | – Commerçant                  |
| Jean-Claude Boniverd | – Le Policier en civil        |
| Frédéric Bodson      | – Bandit plus âgé             |
| Marie-Rose Roland    | – Une infirmière              |
| Leon Michaux         | – Policier Commissariat       |
| Delphine Tomson      | – La fille aux cheveux rouges |
| Stéphane Marsin      | – Jeune Homme                 |
| Samuel De Ryck       | – Thomas                      |
| François Olivier     | – Remy                        |